# Orloff (poule)
Pour les articles homonymes, voir Orloff.
L'Orloff est une race de poule domestique, originaire d'Iran et sélectionnée en Allemagne et Russie.
Elle a été sélectionnée par le comte russe Orloff Tchesmensky et connue depuis 1880.
Race issue de combattant malais et des volailles barbues russes.

## Description
C'est une volaille de type fermier, à l'ossature solide, rustique et vive, de taille moyenne entre le combattant malais et le type fermier, la position est moyenne et relevée. Son caractère est plutôt calme. Elle est connue pour résister aux hivers rigoureux.

### Origine
Originaire d'Iran et sélectionnée en Russie, elle est issue de combattants malais et de volailles barbues russes. Elle est dénommée ainsi d'après le comte Orloff Tchesmensky, grand éleveur de la fin du XVIIIe siècle. Ces poules ont été introduites dans les années 1920 en Grande-Bretagne et en Allemagne, essentiellement pour leur chair. Cette race est aujourd'hui menacée et défendue par un club d'éleveurs aux États-Unis.

### Standard
- Crête : frisée
- Oreillons : rouges
- Couleur des yeux : iris perlé à rouge orangé
- Couleur de la peau : jaune
- Couleur des tarses : jaune
- Variétés de plumage : Blanc, noir, rouge acajou, coucou, noir caillouté blanc, tricolore acajou.

Grande race :
- Masse idéale : Coq : 3 à 3,5 kg ; Poule : 2,25 à 2,75 kg
- Œufs à couver : 55 g, coquille blanche à brunâtre.
- Diamètre des bagues : Coq : 22mm ; Poule : 20mm

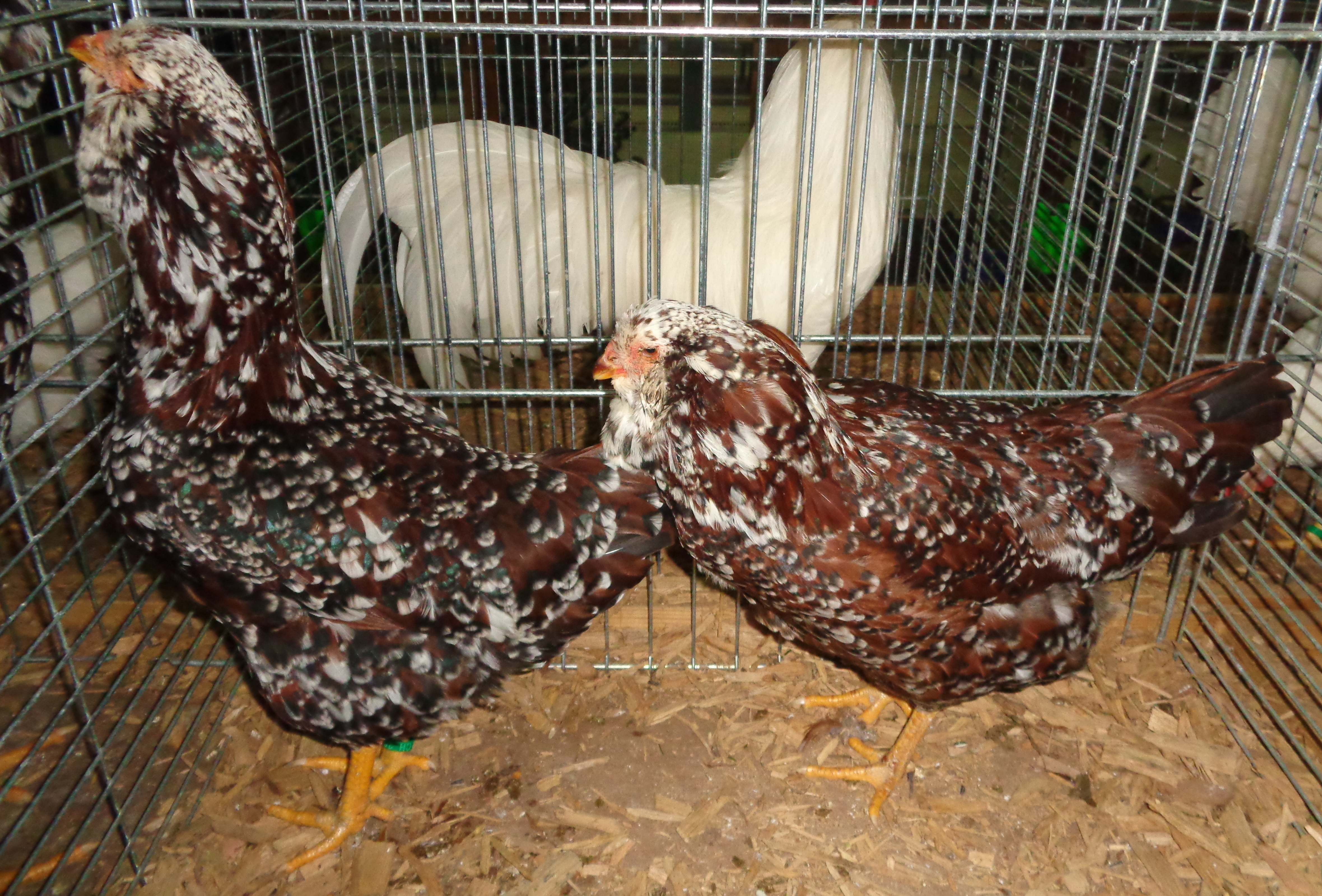
Poules tricolore acajou grande race

Naine :
- Masse idéale : Coq : 1,2 kg ; Poule : 1000 g
- Œufs à couver : 35 g, coquille blanche à brunâtre.
- Diamètre des bagues : Coq : 15 mm ; Poule : 13 mm

## Sources
- Le Standard officiel des volailles (Poules, oies, dindons, canards et pintades), édité par la Société centrale d'aviculture de France.